# Geschichte des Freien Willens
Dem Begriff der Willensfreiheit wurden im Laufe der Geschichte unterschiedliche Inhalte beigelegt. Zum einen handelt es sich um eine Einfügung der Person in die Ordnung der Natur. Das beginnt mit Sophokles, das Göttliche als eigenes Gesetz zu tun, geht über die Stoiker, der Natur gemäß zu leben, bis hin zu Marx und anderen, es handele sich um die Einsicht in die Notwendigkeit. Durchgängig ist die Verbindung zwischen Freiheit und Gehorsam. Ein weiterer Inhalt ist die ursprüngliche Autonomie der Selbstsetzung. Das setzt bei Platon ein, wenn er die präexistente Seele ihre Seinsweise selbst setzen lässt, und der gleiche Gedanke tritt bei Origenes auf; die Stoa sieht die Freiheit in der Vollmacht, aus sich selbst zu handeln. Auch hier spielt der Gedanke, die Freiheit durch Gehorsam gegen Gott zu verwirklichen, eine Rolle, aber nicht als Freiheit selbst, sondern als deren rechter Gebrauch. Am Ende steht Jean-Paul Sartre mit seinem Gedanken der Selbstsetzung. Eng verwandt damit ist der Gedanke Senecas, Freiheit sei Autarkie, Macht über sich selbst.
Das Christentum lehnt den Gedanken der Selbstwerdung ab und definiert die Freiheit als Hinwendung zu Gott. Die Fragestellung verschiebt sich von der Definition der Freiheit hin zur Frage, wie Freiheit und Gottes Allmacht und Allwissenheit zusammengedacht werden können. Dies führt zur Annahme von Determination in verschiedener Intensität, bis die Reformatoren den Verlust der Freiheit durch die Erbsünde konstatieren.
Während das liberum arbitrium (der freie Wille) bis dahin nur ganz selten selbständig thematisiert, sondern vielmehr mehr oder weniger implizit verneint oder als einmaliger Akt in eine Präexistenz verlegt wurde, wird es in der Neuzeit zum selbständigen Thema als liberum arbitrium indifferentiae (absolute Wahlfreiheit), ohne dass die übrigen Inhalte vernachlässigt wurden. Der Freiheit wurde als liberum arbitrium nunmehr als Möglichkeit begriffen, von selbst anfangen zu können, und dieser Möglichkeit wurde der Satz vom zureichenden Grunde entgegengestellt und sie damit verneint. So befasste man sich mehr mit der Freiheit von äußerem Zwang, was zu politischen Forderungen führte. Innere Gesetzmäßigkeiten wurden in dieser Stringenz nicht weiter thematisiert.

## Antike
Bei den Griechen begann die gedankliche Beschäftigung mit der Freiheit bei Homer. Er benutzte den Begriff ἐκὠν (hekóon) für den Zustand des Menschen, durch keine äußere Gewalt behindert aus dem Antrieb der eigensten Natur tätig sein zu können. Allmählich entwickelte sich bei Sophokles daraus eine Sinnannäherung zu ἀυτόνομος (autónomos). Das Wort „autonom“ kommt aus dem politischen Kontext und drückt nun die höchste sittliche Freiheit aus, die das Göttliche als eigenstes Gesetz tut.
Bei den Sophisten war frei, was durch die Natur bestimmt ist, im Gegensatz zu dem, was durch Gesetze erzwungen wird. Doch was aus dieser Freiheit bewirkt wird, ist selbst notwendig, im Gegensatz zu dem durch das Gesetz Auferlegten. Die Natur lässt nur das uns Gemäße entstehen. Da aber der autonome Wille seiner Natur nach auf das uns Gemäße geht, bedeutet „Freiheit“ nun „der Natur gehorchen“. (Dies ist die Wurzel der stoischen und kynischen Forderung, gemäß der Natur zu leben.) Die Wahl des Menschen muss auf das ihm Zuträgliche gehen, auf das, was ihn am Leben erhält, und auf die Lust am sittlich Schönen und Guten. Damit wird es zur Pflicht, das Gute zu wollen. Das führt bei Sokrates zum Begriff der Freiheit als „das Tun des Besten“. Das setzt die Erkenntnis des Besten voraus und auch eine Wahl im Sinne des Vorziehens. Hier wird erstmals die sittliche Entscheidung thematisiert. Damit nun nicht das Geringwertigere sich in den Vordergrund drängt und die Wahl des Besten ausschließt, ist durch läuternde Selbstbeherrschung die „Autarkie“ zu erringen und durch Forschen das Beste zu ermitteln. Dabei ist nicht das eigene Wissen maßgeblich, sondern die durch Eingeständnis des Nichtwissens zu erreichende Öffnung für die göttlichen Warnungen vor dem Nicht-Besten. Der Inhalt der so verstandenen Freiheit ist das „Folge Gott“. Die Kyniker haben von Sokrates das Streben nach Autarkie übernommen und zum Ideal der Bedürfnislosigkeit stilisiert. Antisthenes und Diogenes sind Vorbilder für diese Haltung.
Nach Platon besteht die Freiheit nicht aus dem Wählenkönnen, sondern in der inneren Notwendigkeit, das eigene Sein als seine höchste Möglichkeit, die die Götter gesetzt haben, zu wollen. Aber auch er kennt die echte Wahl, indem er davon ausgeht, dass die präexistente Seele ihre Lebensweise, ihr „Los“, kraft der Einsicht, die sie in einem bereits vorher gelebten Dasein durch ihre Entscheidungen gewonnen hat, auswählt und damit auch für dieses Los verantwortlich ist.
Aristoteles lehnte die Entscheidung in der Präexistenz ab und postulierte die freie Wahlentscheidung im konkreten Handlungsakt. Nach ihm führt das Streben zum Guten zur Verwirklichung des Gesollten, ohne das nicht Gesollte auszuschließen. Dazu ist Erkenntnis nötig. So definiert er die Wahl als ein „Mit-sich-zu-Rate-Gehen“ zur Ermittlung des Richtigen, welches dann in der Handlung entschieden wird. Die Stoa sieht die Freiheit als Vollmacht, aus sich selbst zu handeln. Der Vernünftige kann tun, was er will, weil er die vernünftige Überlegung hat, d. h. mit dem Willen des weltumfassenden Logos in Übereinstimmung gekommen ist. Durch die Einbettung in den Kosmos haben wir die Freiheit nur zusammen mit der Notwendigkeit, dem Schicksal. Der Mensch fällt durch seine Freiheit nicht aus der Natur heraus, sondern Freiheit und Notwendigkeit fallen in seiner Natur zusammen.
Seneca sieht die Freiheit als Herrschaft über die niederen Seelenkräfte, die Affekte und die Lebensumstände. In dieser Lebensordnung ist der Weise autark, und innerhalb ihrer Grenzen ist alles in seiner Gewalt, sogar das Leben, das er der Gottheit, von der er es empfangen hat, zurückgeben kann. Er sieht die Freiheit im „Gott-Gehorchen“. Bei Epiktet ist der tiefste Grund der Freiheit die Wahl, die innerste Macht der Selbstverfügung, die selbst Zeus nicht besiegen kann. „Frei ist, dem alles nach seiner freien Entscheidung geschieht.“ Die Freiheit ist das von der Gottheit geschenkte, das er ihr dadurch zurückerstattet, dass er Gott gehorcht. Durch seinen unbedingten Gottesgehorsam wird der Mensch frei gegen diesen Gott. Alexander von Aphrodisias schließlich beschränkt die Freiheit auf das Tun oder Unterlassen des Vernunftgemäßen, also auch das Unvernünftige tun zu können und so den Beweis zu führen, dass er das Gute, das er tut, in Freiheit tut.
Bei Plotin ist der Mensch nicht schlechterdings frei. Nur das Ewige im Menschen, die Seele, ist frei. Der Leib steht unter der Verbindlichkeit der Weltordnung und der durch sie bestimmten Gesetze. Wirkt die ureigene Natur des Menschen, dann ist auch der Mensch voll und ganz frei und selbst Grund seiner Taten. Diese Freiheit hat der Mensch aber nicht in seinem Handeln an der äußeren Wirklichkeit, die nicht in seiner Gewalt ist. Er unterscheidet zwischen der Freiheit der vollen Selbstmächtigkeit und der untergeordneten Freiheit der Wahl. Das aber ist die Freiheit, die dem Menschen zukommt, sofern er vorausschauend aufgrund von Überlegungen tätig ist. In seiner Folge kommen dann die Neuplatoniker dazu, nicht mehr von freiem Handeln zu reden, sondern von einer Befreiung im Sinne von Erlösung aus der Notwendigkeit der Natur zu einer allein freien selbstmächtigen Seinsweise des Göttlichen. Durch die Hingabe an Gott wird der Mensch zur Mitursache am göttlichen Handeln. Durch die einende Erkenntnis Gottes wird zugleich die absolute Freiheit des göttlichen Wirkens im Geist des Menschen vollendet.

## Antikes Christentum
Weder das Alte noch das Neue Testament thematisieren die Freiheit selbst – wenn man von der Befreiung aus der Knechtschaft Ägyptens absieht. Vielmehr setzen sie die Freiheit der Entscheidung für Gut oder Böse voraus.
Noch vor dem neutestamentlichen Schrifttum befasst sich Philo von Alexandria mit diesem Begriff. Für ihn ist nur Gott, „das auf nichts bezogene, ganz mit sich selbst erfüllte, sich selbst genügende höchste Seiende“, frei. Der Mensch trägt in sich ein aktives und passives Prinzip. Das aktive Prinzip kann nicht von sich aus wirksam werden, sondern Gott muss es zur Vollendung führen. Der menschliche Geist ist eine Mitte und Gott ist eine Mitte. Der menschliche Sündenfall ist die Eigenwerdung des Menschen auf seine eigene Mitte hin, statt auf die göttliche Mitte. Solche Selbstwerdung führt in die äußerste Unfreiheit. Wer sich selbst zur bestimmenden Mitte macht, versucht, sich selbst Gott gleichzumachen. Die stoische Grundforderung der Selbstaneignung im sittlichen Handeln ist für Philon der vollendete Abfall, das Böse schlechthin.
In der frühchristlichen Literatur der Apostolischen Väter wird griechische Begrifflichkeit mit ihr fremden Inhalten aufgefüllt. Die Freiheitsproblematik wird nicht eigens behandelt. Dies geschieht erst bei den frühchristlichen Apologeten.
Justin wandte sich gegen die Aussage der Stoiker, dass ein Mensch auf Grund eines schicksalhaften Verhängnisses gut oder böse sei, und behauptete, dass der Mensch aus freier Entscheidung das Rechte tue als es auch verfehle. Aber diese für ihn notwendige Begründung der persönlichen Verantwortlichkeit führt zu dem in der Folgezeit immer wieder auftretenden Problem des Zusammengehens von menschlicher Freiheit und göttlichem Vorherwissen.
Nach Tatian reiht sich der freie Entschluss des freien Menschen in den von den Heiden als fatum missdeuteten Weltzusammenhang, den Gott voraussieht. Aber er löst das Problem des Nebeneinander von göttlicher Fügung und menschlicher Freiheit nicht. Einerseits kann sich der Mensch vom Bösen selbst abwenden, andererseits rettet nur der Geist Gottes die Seele.
Parallel dazu verlegt die Gnosis das Verhältnis beider in die mythische Präexistenz. Nach Irenaeus ist Freiheit die Entfaltung des Heilswillens Gottes in der Weltzeit, als Geschichte des Menschen im Kosmos. Nur Gott ist absolut frei. Als Urbild gilt der freie Gehorsam des Menschensohns, der in seinem Erlösungswirken die Geschichte der Menschheit zusammenfasst.
Demgegenüber greift Clemens von Alexandria wieder auf den Gegensatz von menschlicher Freiheit und göttlicher Gnade zurück. Der Mensch hat nach ihm ein natürliches auf das Gute hin angelegtes Vermögen, mit dem er seine Triebnatur überwinden kann. Diese Selbstmacht des Menschen führt auch zur Zurechenbarkeit seiner Entscheidung. Gottes Wille ist es, dass wir im Wollen des Guten wählen und uns durch diese Erkenntnis aus uns selbst heraus erlösen. Hier überschreitet Clemens die Grenze zum Gnostizismus.
Origenes meint, dass die präexistente Seele zwischen dem Guten und dem Bösen als Existenzform wähle. Einmal in der Welt, kann sich der Mensch trotzdem auch durch sein sittliches Handeln wieder zum göttlichen Geist erheben. Gottes Vorherwissen hebt nach ihm die freie Entscheidung ebenso wenig auf, wie sie Ursache der gewussten Ereignisse ist.
Augustinus schließlich unterscheidet das „Wollen“ als geistiges Grundvermögen des Menschen und das „liberum arbitrium“ der Entscheidung. Diesen Willen betrachtet er als die Ursache seiner selbst. Das Wollen differenziert sich nach dem Sein des Gewollten: Das „rechte Wollen“ orientiert sich an der Ordnung des Seienden und ist daher immer auf das höchste Sein hin ausgerichtet. Er geht dabei von der Determination durch das jeweils stärkste Motiv aus. Das „böse Wollen“ ist das, welches diese Ordnung verkehrt. Die Entscheidung gegen das höchste Gut ist immer ein Versagen. Dieses Wollen ist aber nicht Ausdruck von Macht, sondern von Ohnmacht als Folge der Ursünde. Dieses Wollen wird zum Begehren und Habenwollen. Um nun die Freiheit Gottes zu wahren, denkt Augustin von der paulinischen Rechtfertigungslehre her, dass nur der zur vollendeten Freiheit des höchsten Seins gelangt, den Gott von Ewigkeit her dazu bestimmt hat.

## Mittelalter
Das mittelalterliche Denken über die Freiheit wird von zwei Traditionssträngen bestimmt: Auf der einen Seite steht die mystische Theologie des christlichen Ostens, die zu Johannes Scotus Eriugena und Nikolaus von Kues führt, auf der anderen Seite die Dialektik von Freiheit und Gnade, die von Augustinus zu Wilhelm von Ockham und Luther führt. Die Diskussion bewegte sich im Übrigen innerhalb christlich-dogmatisch vorgegebener Fixpunkte unter Berücksichtigung der antiken Philosophen. Die Bemühungen drehten sich um die Aufgabe, einen Freiheitsbegriff zu entwickeln, der nicht nur auf Menschen, sondern auch auf Gott, die Engel und sogar auf die Dämonen anwendbar ist, die Sündlosigkeit Jesu unter Wahrung seiner Freiheit zu erklären und die Fähigkeit des Menschen zum guten Handeln unabhängig von der Gnade Gottes zu verneinen und ihm nur die Freiheit zum Bösen zuzuweisen. Anselm von Canterbury bestimmte das liberum arbitrium von seinem Ziel her, welches die Vernunft aufzeige und der Wille ungezwungen wähle.
Abaelard meinte, dass das liberum arbitrium die Fähigkeit sei, das von der Vernunft erkannte ungezwungen zu tun. Das Ende der Diskussion bildet Thomas von Aquin. Der Wille ist nach ihm insofern nicht frei, als er notwendig auf einen beseligenden Endzweck strebt. Er verstand das liberum arbitrium als das rationale Vermögen des Willens in Bezug auf die Wahl der Mittel, ein Ziel zu erreichen. Das Ziel selbst sah er nicht als Gegenstand des liberum arbitrium an, vielmehr sei es dessen Voraussetzung.
Diesen Ansatz, die Freiheitlichkeit des Aktes ausschließlich auf den Willen selbst und den Intellekt auf die Präsentation des Objektes zu beschränken, führt Duns Scotus weiter aus. Er wendet sich explizit gegen den Intellektualismus, der den Intellekt als Ursache für den freien Akt betrachtete. Freiheit sei der Gegensatz zur naturhaften Bewegung, zu der er auch den Intellekt zählte. In sich sei der Wille absolut frei. Nicht die Rationalität, sondern die Freiheit selbst hebe den Willen über alle Arten des Strebens hinaus. Damit wird die These, die Erkenntnis sei Ursache oder Teilursache des Willensaktes, abgelehnt.
Wilhelm von Ockham schließlich stellt fest, dass die Freiheit nicht durch ein Vernunftargument zu beweisen sei, aber auf Grund der Innenerfahrung feststehe. Die Freiheit Gottes könne man nicht mit dem Verstande begründen, sondern nur im Glauben annehmen. Die menschliche Freiheit aber sei in der Lage, durch vollkommene Gottesliebe dem Menschen eine Disposition für seine fest zugesagte Gnade zu schaffen. Damit ist das liberum arbitrium von göttlicher Mitwirkung losgelöst und ist selbst Ursache für das Gottesverhältnis, wenn auch vom Geschöpflichen her auf Gott zurückzuführen.
Gegen diese auch von Erasmus von Rotterdam vertretene Ansicht wandte sich Martin Luther mit seiner These vom „servum arbitrium“. Er stellte die Freiheitsthematik wieder in einen ausschließlich theologischen Zusammenhang mit anderen Schlüsselbegriffen seiner Theologie, wie Heilsgewissheit, Gesetz, Erlösung und Prädestination. Damit stand er in der scholastischen Tradition, indem der Mensch sich sein Gottesverhältnis nicht aus sich heraus erwirbt, sondern von Gott geschenkt bekommt.

## Frühe Neuzeit
Calvin hatte den Sündenfall als Ursache für den Verlust des liberum arbitrium gesehen. Gottes Gnade könne aber den Menschen zum Guten hin determinieren, was noch ganz in den Zusammenhang theologischer Systematik gehörte. Der Theologe und Naturrechtler Suárez löste sich davon und definierte den Freiheitsbegriff als Gegenbegriff zur Notwendigkeit. Er unterschied mehrere Freiheitsbegriffe, nämlich die von der Notwendigkeit freie Handlung, die für Gott und den aus reiner Liebe Handelnden kennzeichnend sei, Freiheit von Zwang, dem die Tiere unterworfen seien, die spezifische menschliche Freiheit, die durch Voraussicht bestimmt sei. Der Grad dieser Freiheit entspricht nach ihm dem Grad der Intellektualität.
Auch für Descartes wächst die Freiheit in dem Maß, wie die Erkenntnis über das Bessere zunimmt. Ihre Grundlage und niedrigste Stufe ist die Indifferenz, die durch die transzendente Weite des Willens, Grund für die Ebenbildlichkeit Gottes, aber auch des Irrtums, ermöglicht wird. Cornelius Jansen und die Jansenisten griffen auf die augustinische Lehre von der Determination des Handelns durch das „stärkere Motiv“ zurück. Damit leitete diese Bewegung die Freiheitsfrage wieder in den psychologischen und physiologischen Themenkreis zurück. Hobbes schließlich fügte diesem noch einen politischen Aspekt hinzu: Freiheit ist Abwesenheit von physischem Zwang. Alles Handeln nach Motiven ist grundsätzlich frei. Ein Mensch ist umso freier, auf je mehr Bahnen er sich bewegen kann.
Auch Spinoza verwendet einen nichtreligiösen Freiheitsbegriff: Eine Sache ist frei, die allein aus der Notwendigkeit ihres Wesens existiert und nur durch sich selbst zu einer Handlung bestimmt wird. In diesem Sinne ist nur Gott frei, weil nur er allein durch innere Notwendigkeit determiniert ist. Der Mensch hingegen wird wenigstens teilweise von der Natur determiniert. Erst durch die Identifikation mit Gott kann sich der Mensch befreien, weil dann die Determination nicht mehr von außen kommt. Wie in der Stoa ist damit Freiheit Einsicht in die Notwendigkeit.
Leibniz ging die psychologische Seite noch schärfer an: Er lehnte ein als „libertas indifferentiae“ verstandenes „liberum arbitrium“ ab, denn es verstoße gegen den Satz vom zureichenden Grunde, der auch für Gott gelte. Dieser wähle völlig gewiss, wenn auch nicht absolut notwendig, immer das Vollkommene. (Leibniz unterscheidet auch beim Menschen eine hypothetische Notwendigkeit, wenn eine Handlung aus einem zureichenden Grunde folgt, von einer absoluten oder inneren Notwendigkeit, wenn eine gegenteilige Handlung bereits logisch unmöglich ist, d. h. wenn ihr bloßer Gedanke einen Widerspruch enthält. Nur diese absolute Notwendigkeit stehe aber der recht verstandenen Freiheit, z. B. Gottes in der Wahl des Besten, entgegen, die aber mit jener nicht denkbaren Freiheit der Indifferenz nicht zu verwechseln sei.) Für den Menschen gelte weiterhin, dass die Freiheit umso größer sei, je mehr aus Vernunft und nicht aus Leidenschaft gehandelt werde. Der Wille werde durch die Einsicht nicht gezwungen, aber angeleitet. Es ist der Unterschied zwischen kausaler und finaler Determination. Bei der Handlungsfreiheit unterschied er zwischen Freiheit vom Zwang und Freiheit zum Handeln. Die erstere unterscheide den Gesunden vom Kranken, die zweite den Reichen vom Armen. Der Reiche habe mehr Möglichkeiten.
In der Folgezeit blieb der Begriff der Freiheit der, zu handeln oder nicht zu handeln. Joseph Priestley schließlich vertrat den radikalen Determinismus, indem bei ihm der Wille dem Kausalgesetz unterworfen war und die Entschlüsse auf die Hirnzustände zurückgeführt wurden. Auch bei Voltaire ist Freiheit nur das Vermögen zu handeln. David Hume meinte dagegen, das Kausalgesetz beim Entschluss sei nur statistisch gegeben. Es gebe keine die Freiheit ausschließende metaphysische Notwendigkeit. Aber das Institut der Strafe setze eine Korrelation zwischen Charakter und Tat voraus.
Bei Rousseau ist die Willensfreiheit eine Forderung der Theodizee, damit Gott nicht zum Urheber des Übels wird, und auch eine Voraussetzung der Moral. Er hielt den mechanistischen Determinismus für eine Folge des verstummten Gewissens. Freiheit war nach ihm das Fehlen der Bindung an die Natur durch den Instinkt. Er unterschied zwischen einer „natürlichen Freiheit“, die nur durch das eigene Vermögen begrenzt sei, und einer „moralischen Freiheit“, die den Menschen durch den Gehorsam gegen das Gesetz, das man sich selbst gegeben habe, zum Herrn seiner selbst mache. Dazwischen setzte er die Bürgerliche Freiheit durch den vertraglichen Verzicht auf die bürgerliche Freiheit zu Gunsten aller. Diese sei aber in Europa unwiederbringlich verloren gegangen.
Immanuel Kant unterschied zwischen „psychologischer“ und „transzendentaler“ Freiheit. Die psychologische Freiheit war die innere Verkettung von Motiven und eigentlich determiniert. Als transzendentale Freiheit bezeichnete er die Fähigkeit eines Wesens, eine Handlung von selbst anzufangen. Neben dieser theoretischen Unterscheidung kannte er noch die praktische Freiheit. Das ist diejenige Freiheit, die Voraussetzung der Zuschreibung von Handlungen in der Moral, also von Verdienst und Schuld ist (damit auch von gerechter Belohnung und Strafe). Man sei durch die Notwendigkeit des moralischen Gesetzes als obersten praktischen Gesetzes für vernünftige Wesen gezwungen, einzusehen, dass man dem Willen eine Freiheit von der Naturkausalität beimessen müsse. Denn die Kausalität des Willens selbst sei als eine Kausalität aus Freiheit zu denken.
Den dadurch entstehenden Widerspruch zur Determination durch die Verkettung innerer Motive löste Kant dadurch, dass er die notwendige Naturkausalität auf Abfolgen von Ereignissen in der Zeit beschränkte, diese Zeit aber nicht an sich existiere, sondern wie auch der Raum nur unsere Anschauungsform von Dingen als Erscheinungen sei. („Erscheinung“ ist nicht mit „Schein“ zu verwechseln!) Die Person als Vernunftwesen betrachte sich aber selbst als Ding an sich und gebe sich, losgelöst von zeitlicher Abfolge und damit nicht kausal auf eine Naturbestimmung zurückführbar, selbst das moralische Gesetz (Autonomie als Selbstgesetzgebung). Sie verschaffe sich ihren Charakter selbst und rechne sich daher ihre Handlungen als unabhängig von jeglicher bestimmender Naturursache und allein in der freien Kausalität des Willens gründend selbst zu.

## 18. und 19. Jahrhundert
Für Fichte war die Philosophie eine Analyse der Freiheit. Aus ihr würden alle anderen Naturbegriffe abgeleitet. Die Freiheit gehe allem Sein voraus, sie mache sich selbst, sie sei absolute Reflexion und ihr Wesen sei der Akt. Sie bedeute also dasselbe wie Bewusstsein und stehe daher der Notwendigkeit nicht entgegen. So kämen auch Handlungen zustande, die aus dem Gewissen, also dem Bewusstsein, entspringend aus einem Naturtrieb, nicht erklärbar wären. Damit wurde Freiheit zum Ursprung des Sittengesetzes.
Schelling teilte diese Ansicht. Freiheit sei nicht eine Ausnahme vom Naturgesetz, sondern das Naturgesetz bestehe, damit es der Freiheit überhaupt Wirksamkeit ermögliche. Die Freiheit sei jenseits von Determinismus und Indeterminismus anzusiedeln. Wenn Handlungen auch aus innerer Notwendigkeit des Wesens eines Menschen erfolgten, so sei dieses Wesen doch kein vorgegebenes Sein. Das Ich werde durch und in der Freiheit gesetzt. Sie sei der Punkt der Indifferenz zwischen Gott und Natur. Später meinte er, dass die Freiheit nur ein Vermögen zum Guten und zum Bösen sei. Für Schopenhauer gab es keine Freiheit des Handelns, sondern nur des Seins. Der Charakter eines Menschen gründe sich wie bei Kant in einem zeitlosen Willensakt. Absichtliches Wollen sei bereits eindeutig motiviert und determiniert. Ein echtes liberum arbitrium könne nicht gedacht werden, denn es verstoße gegen den Satz vom zureichenden Grunde.
Hegel definiert Freiheit als „Beisichsein, Unabhängigkeit von Anderem“. Von der abstrakten und absoluten Freiheit meinte er, wenn sie zur Wirklichkeit erhoben würde, dann bedeute sie Fanatismus und Terror. Dagegen bedeute die „konkrete“ Freiheit, dass „der Geist bei dem anderen in sich selbst ist“, sofern er das andere als Notwendiges weiß. Freiheit wurde bei ihm so zur erkannten Notwendigkeit.

## Nachidealistische Philosophie
Im Nachidealismus wurde die transzendentale Komponente bei Kant und Schopenhauer verworfen. Feuerbach hielt diesen freien Willen für eine leere Tautologie eines Dinges an sich, sie bedeute eigentlich „Wesensgemäßheit“, und Nietzsche hielt sie für einen Irrtum, auf der die Moral beruhe. „Der Glaube an die Freiheit des Willens ist ein ursprünglicher Irrthum alles Organischen, so alt, als die Regungen des Logischen in ihm existiren; der Glaube an unbedingte Substanzen und an gleiche Dinge ist ebenfalls ein ursprünglicher, ebenso alter Irrthum alles Organischen. Insofern aber alle Metaphysik sich vornehmlich mit Substanz und Freiheit des Willens abgegeben hat, so darf man sie als die Wissenschaft bezeichnen, welche von den Grundirrthümern des Menschen handelt, doch so, als wären es Grundwahrheiten.“ Es begann die Zeit der mechanistischen Naturwissenschaft. Der Entschluss entspringe der Durchsetzung des stärksten Motivs, und dies könne sogar der Freiheitsgedanke selbst sein.
Die Freiheit der Selbstwerdung wurde bald an die Vorbedingung von politischer Freiheit geknüpft, der hier nicht weiter nachgegangen werden soll (Comte, Marx). Engels z. B. betrachtete die Freiheit wie Hegel als Einsicht in die Notwendigkeit. Dieser dialektisch formulierte Freiheitsbegriff ist danach auch in der Umkehrung zu lesen: Die Kenntnis (Einsicht) in die real gegebenen Bedingungen (Notwendigkeit) ermöglicht erst einen freien Willen; d. h. sich für oder gegen das Notwendige zu entscheiden, das Notwendige zu tun oder zu lassen. Eine Willensentscheidung ohne Einsicht in die Notwendigkeit kann demnach nicht frei sein; ist Selbsttäuschung oder ein manipulierter Willensakt.
Henri Bergson fand einen neuen Ansatz: Für ihn beruhte der Gegensatz Determinismus-Indeterminismus auf einer räumlichen Vorstellung der Zeit, wonach aufeinander folgend erfahrene Momente als auch objektiv und äußerlich hintereinander vorgestellt würden. Freiheit war nach ihm eine Qualität der Handlung selbst und nicht eine Beziehung der Handlung zu etwas, das sie auch hätte sein können. Freiheit war für ihn eine Beziehung des „Ich“ zur Handlung. Danach seien wir frei, wenn unser Handeln aus unserer gesamten Persönlichkeit erwachse. Bei Nicolai Hartmann, der auf Kant zurückgriff, endete die Erörterung des Freiheitsbegriffs in einem „metaphysischen Restproblem“, das darin bestand, dass die Unabhängigkeit vom Kausalnexus nur durch eine weitere Determination, nämlich die finale durch das Reich der Werte erforderlich ist. Allerdings bestehe das metaphysische Restproblem darin, dass die Freiheit eine Autonomie gegenüber diesen Werten bedinge.
Wilhelm Dilthey bekämpfte naturalistische Vorstellungen, die den Willen auf Kausalitätsprinzipien zurückführen, indem er diesen selbst eine lebensphilosophische Grundlage entgegenhielt. Ausgehend von der vollen Breite unserer Bewusstseinserfahrungen zeigt sich die menschliche Freiheit im Zusammenspiel von kulturellen Tatsachen, Ideen und Wahrnehmungsgewohnheiten und dem schöpferisch-spontanen Verhalten zu ihnen. Auch naturalistische Weltanschauungen, welche den Menschen auf kausale Prinzipien reduzieren, wurzeln in diesem freien Lebenszusammenhang. Der Fehler liegt darin, sie selbst als objektive Wahrheiten anzunehmen und nicht ihren Ursprung in der menschlichen Freiheit zu erkennen.

## 20. Jahrhundert
Auch die Quantenphysik begann, Einfluss auf die Diskussion zu nehmen. Einige Philosophen begannen, unter dem Blickwinkel der Unschärferelation, den Elementarteilchen ein analoges „Wollen“ zuzuschreiben. Marcuse sieht den Gegensatz zur Freiheit in der „repressiven Vernunft des Realitätsprinzips“. Diese entspringe aus der Flucht der Wissenschaft in die Empirie des Messbaren und deren Furcht vor Werturteilen. Freiheit in der Realität sei eine Befreiung von der geltenden Realität. Im Wesentlichen ist sein Freiheitsbegriff politisch.
Im Werk Heideggers wandelte sich sein Freiheitsbegriff. In Sein und Zeit befasste er sich insbesondere mit dem Tod. Dabei ist es die Grundstimmung der Angst, welche den Tod vor Augen führt und so den Menschen befreit, sein Leben als endliches zu erkennen und bewusst zu gestalten. Hinsichtlich seines Daseins ist der Mensch immer schon in eine Kultur und ein Zeitalter geworfen, was seinen Möglichkeiten zur Lebensgestaltung einen Rahmen vorgibt, den Heidegger Schicksal nennt. Später setzt sich Heidegger mit dem Zusammenhang von Freiheit und Kausalität auseinander. Er weist darauf hin, dass frühere Freiheitstheorien stets die Freiheit nur als umgekehrte Kausalität bestimmten, nämlich als Folge ohne Ursache: „Das Von-selbst-anfangen [sc. Kant] gibt nur die negative Charakteristik der Freiheit […]“ Die Verfehlung liegt für Heidegger darin, das Sein des Menschen lediglich nach Kategorien zu bestimmen, die anhand der kausal-mechanischen Natur gewonnen wurden. Stattdessen müsse die eigene Seinsweise des Menschen betrachtet werden, welche in der Freiheit liege und so erst das freie Verhalten zu Seiendem ermögliche. Heidegger unterscheidet drei „Weisen des Gründens“: (1) Entwurf: Der Mensch entwirft seine Lebensgestaltung immer auf die Welt als Ganze. (2) Boden nehmen: Dabei ist er gebunden an die materiellen, gesellschaftlichen und geistig-kulturellen Umstände. Erst aus diesen beiden Aspekten ergibt sich dann eine gesellschaftliche Konstellation, die das (3) be-gründen von Aussagen verlangt und zugleich eine Auffassung des Seienden vertritt, in der sich stets ein Grund (als Ursache) aufweisen lässt. Die ersten beiden Weisen des Gründens wurzeln für Heidegger in der Freiheit und sind überhaupt erst Ursprung einer Auffassung, die sich gegen die Willensfreiheit wenden kann. Der „Satz vom Grund“ als ein Grundsatz entspringt also selbst der menschlichen Freiheit, das Sein des Seienden zu bestimmen. Mit diesem Hinweis auf die Freiheit versucht Heidegger also gerade nicht, den „Satz vom Grund“ auf ein festes Verstandesprinzip zurückzuführen – dies selbst wäre eine Be-gründung des „Satzes vom Grund“, die der Freiheit entspringt. Gleichsam gibt erst die Freiheit auch die Möglichkeit dazu, am „Satz vom Grund“ festzuhalten und somit jede Willensfreiheit zu verneinen. Heidegger fasst dies in der eingängigen Formulierung „Die Freiheit ist der Grund des Grundes.“ zusammen.
Auch Sartre sieht die Freiheit nicht als Eigenschaft des Menschen, sondern der menschlichen Natur vorausliegend, als Existenz an. „Als solches bin ich notwendigerweise Bewusstsein von Freiheit.“ Sie sei keine Eigenschaft des Willens, sondern der Wille setze die Freiheit bereits voraus. Freiheit sei damit Aufgabe des Menschen und auch gleichzeitig seine Würde. Diese Freiheit bewirke aber auch Angst. Der Mensch sei dazu verdammt, frei zu sein.
In neuester Zeit hat sich Julian Nida-Rümelin noch einmal dem Problem der Willensfreiheit zugewandt. In seinen Essays beschreibt er den Entstehungsprozess in seiner psychologischen Entwicklung und betont die Notwendigkeit der Freiheit als Voraussetzung der Verantwortung. Mit den Argumenten der Neurowissenschaften setzt er sich nur im Nachwort auseinander. Die Frage, ob Freiheit wenigstens partiell eine creatio ex nihilo ist und wie eine solche dann Verantwortung erzeugen könne, stellt er nicht.